# Guecellone IX da Camino
Guecellone IX da Camino (1340 circa – Portobuffolé, 1390 circa) è stato un nobile e militare italiano.

## Biografia
A volte riportato nelle fonti come Guecello, fu figlio di Gherardo V da Camino e Maddalena de' Rossi. Nacque intorno al 1340, ovvero nel periodo in cui iniziava l'irreversibile declino del suo casato di appartenenza.
Nel corso della sua vita si barcamenò tra le maggiori potenze che lottavano per il predominio sulla Marca Trevigiana e il Friuli ma con scarso acume politico e successo.
In occasione della cosiddetta guerra di Chioggia, nel 1380 si schierò con la coalizione antiveneziana, capeggiata dalla Repubblica di Genova, a cui avevano aderito anche Padova, con i da Carrara, il Patriarcato di Aquileia con Marquardo di Randeck, il Regno d'Ungheria con re Luigi e il Ducato d'Austria con Leopoldo III d'Asburgo.
Nel dicembre dello stesso anno, tuttavia, diede aiuto alle città di Treviso, Conegliano, Oderzo e Serravalle, in piena carestia, fornendo a loro vettovaglie; essendo questa scelta contraria alle disposizioni della coalizione, fu accusato di tradimento; assediato nel castello di Portobuffolé dagli Ungari inviati da Francesco I da Carrara, fu catturato e quindi tradotto in prigione in Ungheria insieme al figlio, mentre il borgo passò sotto il controllo della Lega.
Dopo la Pace di Torino dell'agosto 1381 Guecellone e il figlio poterono ritornare in Italia e, grazie alla mediazione di Pantaleone Barbo, ex podestà di Treviso, riprendere il controllo di Portobuffolé. La famiglia Barbo era imparentata dal 1374 con i Caminesi grazie al matrimonio di Maria, figlia di Pantaleone, con Rizzardo IX da Camino, figlio di Tolberto IV.
Due anni dopo alcuni centri Caminesi passarono sotto controllo dei Carraresi nell'ambito del conflitto scoppiato tra quest'ultimi e l'Austria.
Guecellone morì a Portobuffolé intorno al 1390.

## Discendenza
Guecellone convogliò a nozze una prima volta con Elena da Prata, sorella del cardinale Pileo da Prata, da cui sembra non abbia avuto figli.
Si sposò una seconda volta con una ignota nobildonna Carrarese, da cui ne ebbe cinque:
- Gherardo VIII;
- Ercole, canonico di Cividale del Friuli, morto nel 1428;
- Carlo, canonico di Treviso e Aquileia, morto nel 1422;
- Beatrice, che sposò Jacopuccio da Porcia;
- Rizzarda, che sposò Azzo X d'Este.